# Ольшаница (гмина)
Ольшаница (пол. Olszanica) — сельская гмина (волость) в Польше, входит как административная единица в Лесковский повет, Подкарпатское воеводство. Население — 5070 человек (на 2004 год).

## Демография
| Перепись                       | Всего   | Всего | Женщины | Женщины | Мужчины | Мужчины |
| ------------------------------ | ------- | ----- | ------- | ------- | ------- | ------- |
| Единицы                        | человек | %     | человек | %       | человек | %       |
| Население                      | 5070    | 100   | 2518    | 49,7    | 2552    | 50,3    |
| Плотность населения (чел./км²) | 53,9    | 53,9  | 26,8    | 26,8    | 27,1    | 27,1    |

## Сельские округа
1. Ольшаница
2. Пашова
3. Орелец
4. Ванькова
5. Ухерце-Минеральне
6. Стефкова
7. Руденка
8. Звежинь

## Соседние гмины
1. Гмина Бирча
2. Гмина Леско
3. Гмина Солина
4. Гмина Тырава-Волоска
5. Гмина Устшики-Дольне